# District de Trần Đề
Trần Đề est un district de la province de Sóc Trăng dans le delta du Mékong au sud du Viêt Nam. 

## Géographie
La superficie de Trần Đề est de 378,76 km2. 
Le chef-lieu du district est Lịch Hội Thượng.